# Klaus Ehl
Klaus Ehl, född den 16 augusti 1949 i Paderborn, Tyskland, är en västtysk friidrottare inom kortdistanslöpning.
Han tog OS-brons på 4 x 100 meter vid friidrottstävlingarna 1972 i München.